# C-323
La C-323 era una carretera comarcal que unía Villacarrillo con Huércal Overa por Baza.

## Nomenclatura
La antigua carretera C-323 pertenecía a la red de carreteras comarcales del Ministerio de Fomento. Su nombre está formado por: C, que indica que era una carretera comarcal de nivel estatal; y el 323 es el número que recibe según el orden de nomenclaturas de las carreteras comarcales, según donde comiencen, su distancia a Madrid y si son radiales o transversal respecto a la capital.

## Historia
Hasta el cambio de denominación de carreteras autonómicas, en el que se eliminaba el antiguo nombre de comarcales, esta carretera tenía su punto de inicio en Villacarrillo, y su finalización en la carretera N-340 cerca de Huércal Overa.
La C-323 se ha dividido en las siguientes carreteras:
- La  A-6204  para el tramo Villacarrillo a Santo Tomé.
- La  J-7100  para el tramo Santo Tomé a Peal de Becerro.
- La  A-315  para el tramo Peal de Becerro hasta Baza.
- La  A-334  para el tramo entre Baza y Huércal Overa N-340.

## Trazado
Hasta el cambio de denominación de carreteras autonómicas, en el que se eliminaba el antiguo nombre de comarcales, esta carretera tenía su punto de inicio en la población jienense de Villacarrillo en el enlace con la carretera N-322 (Bailén - Albacete - Requena), dirigiéndose hacia la localidad de Santo Tomé, Peal de Becerro, Quesada y Pozo Alcón donde enlazaba con la comarcal C-330 que se dirigía hacia la población de Huéscar y Murcia. Continuando en dirección sur entraba en la Provincia de Granada atravesando las poblaciones de Cuevas del Campo, Zújar, Baza y Caniles. A continuación entraba en la Provincia de Almería y recorría todo el Valle del Almanzora atravesando las poblaciones de Serón, Tíjola, Armuña de Almanzora, Purchena, Olula del Río, Fines, Albox y Arboleas, finalizaba en el enlace con la carretera N-340 (Algeciras - Barcelona).